# Johnette Napolitano
Johnette Napolitano (22 de septiembre de 1957, Los Ángeles, California, Estados Unidos) es una cantante, música y compositora estadounidense conocida principalmente por ser la vocalista y bajista de la agrupación de rock alternativo Concrete Blonde.

## Biografía

### Primeros días
Napolitano, de ascendencia italiana, nació en la ciudad de Los Ángeles, California, E.U.A. el 27 de septiembre de 1957.

### Carrera artística

#### Dream 6 y Concrete Blonde
A comienzos de la década de 1980, Napolitano formó un dueto con el guitarrista James Mankey llamado Dream 6 y en 1982 lanzaron al mercado un EP homónimo.   Cuatro años después, Johnette, junto a Mankey y al batería Harry Rushakoff —quién sería reemplazado por Paul Thompson un breve tiempo— formaron la banda Concrete Blonde, gracias al exvocalista de R.E.M., Michael Stipe. Napolitano grabó cinco discos de estudio con Concrete Blonde antes de su primera separación: Concrete blonde, Free, Bloodletting, Walking in London y Mexican Moon de 1986 a 1993. De éstos cinco álbumes se destacó Bloodletting que, con su sencillo «Joey», alcanzó el certificado de disco de oro en los EE. UU.

#### Colaboraciones después de la primera separación
Después de la primera separación de Concrete Blonde, Napolitano se integró a dos proyectos que no duraron mucho tiempo: Vowel Movement y Pretty & Twisted.  En 1997, los integrantes de Conrete Blonde se unieron de nuevo, solamente para grabar un material discográfico junto a la banda de punk estadounidense Los Illegals llamado Concrete Blonde & The Illegals. Napolitano escribió varios temas para bandas sonoras de películas.

#### Las otras reuniones de Concrete Blonde
En 2002 y 2004, Napolitano y Concrete Blonde grabaron Group Therapy y Mojave, así como un EP en 2012 nombrado Rosalie.

#### Proyectos como solista
Desde 1986, Napolitano ha contribuido a componer música para bandas sonoras de varios programas de televisión y películas como The Texas Chainsaw Massacre 2, Me, Myself and I, The Sopranos y Candy.  También participó como actriz en los filmes Cry Radio (1998) y Terror Firmer (1999).
Sketchbook fue el primer álbum en solitario de Johnette Napolitano y fue publicado en 2002.  Después, lanzó otros tres discos más: Sketchbook, Vol. 2, Scarred y Sketchbook, Vol. 3 en 2006, 2007 y 2010 respectivamente.

### Vida personal
Actualmente, Napolitano reside en la localidad de Joshua Tree, en el estado de California. Además de a la música, Johnette se dedica a la poesía, al activismo social, a la escultura y al cuidado de caballos.

## Discografía

### Dream 6
- 1982: Dream 6

### Concrete Blonde
- 1986: Concrete Blonde
- 1989: Free
- 1990: Bloodletting
- 1992: Walking in London
- 1993: Mexican Moon
- 1997: Concrete Blonde & The Illegals (en colaboración con Los Illegals)
- 2002: Group Therapy
- 2003: LIVE in Brazil 2002
- 2004: Mojave
- 2012: Rosalie

### Vowel Movement
- 1995: Vowel Movement

### Pretty & Twisted
- 1995: Pretty & Twisted

### En solitario
- 2002: Sketchbook
- 2006: Sketchbook, Vol. 2
- 2007: Scarred
- 2010: Sketchbook, Vol. 3
- 2015: Naked